# Gamagori

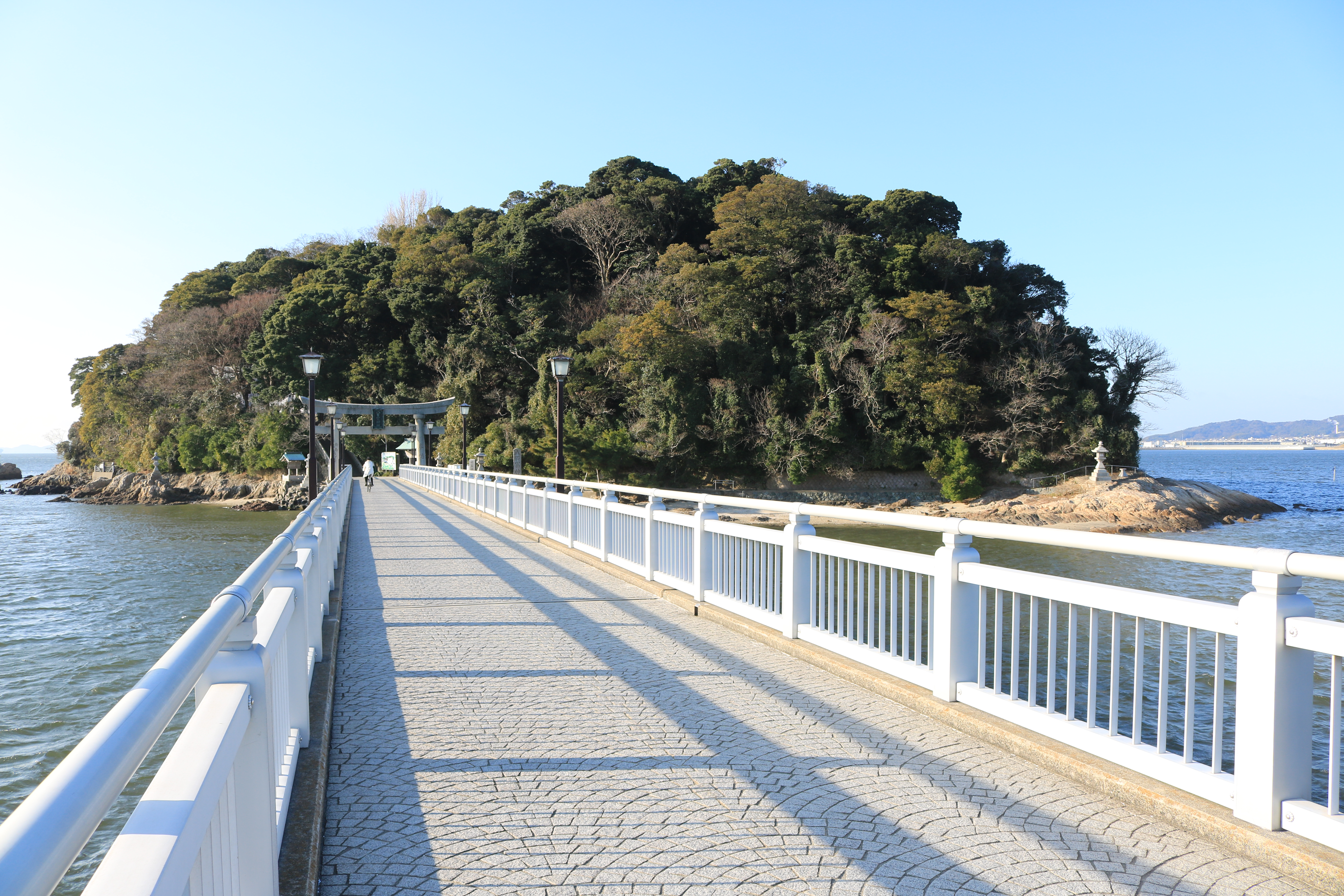

Gamagōri (蒲郡市; -shi) é uma cidade japonesa localizada em Aichi.
Em 2003 a cidade tinha uma população estimada em 81 583 habitantes e uma densidade populacional de 1 456,84 h/km². Tem uma área total de 56,00 km².
Recebeu o estatuto de cidade a 1 de Abril de 1954.

## Cidades-irmãs
- Urasoe, Japão
- Gisborne, Nova Zelândia